# Волков Олександр Микитович (співробітник НКВС)
Олекса́ндр Мики́тович Во́лков (лютий 1898, село Слобода Ардатовського повіту Нижньогородської губернії, тепер Нижньогородської області, Російська Федерація — пропав безвісти 1942) — радянський діяч органів державної безпеки.

## Біографія
Народився в родині слюсаря. У 1908 році закінчив трикласну початкову школу в місті Казані.
У січні 1909 — червні 1916 року — учень токаря, токар по металу чавуномеханічного заводу братів Сапожникових у місті Казані. У червні 1916 — жовтні 1918 року — токар по металу стеарино-миловарного заводу братів Крестовникових у місті Казані.
З листопада 1918 року — в Червоній армії. До грудня 1919 року служив червоноармійцем 455-го стрілецького полку, учасник Громадянської війни в Росії.
У грудні 1919 — березні 1922 року — оперативний працівник особливого відділу ВЧК 51-ї стрілецької дивізії, діловод Одеської губернської ЧК.
Член РКП(б) з 1920 по 1922 рік. Механічно вибув через втрату облікових документів.
У травні 1922 — січні 1923 року — токар по металу майстерень військово-господарського управління у місті Казані. У лютому 1923 — листопаді 1925 року — токар по металу механічного ремонтного заводу «Ленінська кузня» у місті Києві.
Член РКП(б) з лютого 1925 року.
У листопаді 1925 — вересні 1930 року — начальник адресного бюро Київської окружної міліції у місті Києві.
У вересні 1930 — лютому 1931 року — уповноважений Яришівського районного відділу ДПУ УСРР. У лютому — червні 1931 року — помічник уповноваженого 24-го прикордонного загону ДПУ УСРР в місті Могилеві-Подільському. У червні 1931 — січні 1933 року — уповноважений Михалпільського районного відділу ДПУ УСРР Вінницької області.
У січні 1933 — лютому 1935 року — заступник начальника політичного відділу Панчевської машинно-тракторної станції по роботі ОДПУ-НКВС Одеської області. У лютому — липні 1935 року — уповноважений Грушківського районного відділу НКВС УСРР Одеської області.
У липні 1935 — серпні 1938 року — начальник Благодатнівського районного відділу НКВС Одеської області.
У серпні 1938 — вересні 1939 року — виконувач обов'язки помічника начальника УНКВС по Одеській області. У вересні 1939 — вересні 1940 року — помічник начальника УНКВС по Одеській області.
У вересні — грудні 1940 року — виконувач обов'язків заступника начальника УНКВС по Дрогобицькій області. У грудні 1940 — березні 1941 року — заступник начальника УНКВС по Дрогобицькій області.
28 березня — липень 1941 року — начальник Управління НКВС УРСР по Дрогобицькій області.
Під час німецько-радянської війни служив в органах НКВС СРСР. У липні 1942 року пропав безвісти. Звільнений із НКВС 14 серпня 1942 року «як такий, що пропав безвісти».

## Звання
- молодший лейтенант держбезпеки (22.03.1936)
- лейтенант держбезпеки (23.08.1939)